# 彩瀬まる
彩瀬 まる（あやせ まる、女性、本名非公表。1986年 - ）は、日本の小説家。

## 人物
千葉県千葉市生まれ。5歳からスーダン、7歳からサンフランシスコにそれぞれ2年ずつ滞在。小学4年生のときに帰国し千葉大学教育学部附属小学校へ編入。渋谷教育学園幕張中学校・高等学校卒業後、上智大学文学部新聞学科卒業。小売会社勤務を経て、2010年「花に眩む」で第9回女による女のためのR-18文学賞読者賞を受賞。2016年、『やがて海へと届く』で第38回野間文芸新人賞候補。2017年、『くちなし』で第158回直木三十五賞候補、第5回高校生直木賞受賞。2019年、『森があふれる』で第36回織田作之助賞候補。2021年、『新しい星』(文藝春秋)で第166回直木三十五賞候補。

## 著作

### 小説
- 『あのひとは蜘蛛を潰せない』（新潮社、2013年3月。 / 新潮文庫、2015年。 ISBN 978-4-10-120051-4）
- 『骨を彩る』（幻冬舎、2013年11月。 ISBN 978-4-34-402490-8 / 幻冬舎文庫、2017年。ISBN 978-4344425699）
  - 収録作品：指のたより / 古生代のバームロール / ばらばら / ハライソ / やわらかい骨
- 『神様のケーキを頬ばるまで』（光文社、2014年2月。 ISBN 978-4-33-492928-2 / 光文社文庫、2016年。 ISBN 978-4334773663）
  - 収録作品：泥雪 / 七番目の神様 / 龍を見送る / 光る背中 / 塔は崩れ、食事は止まず
- 『桜の下で待っている』（実業之日本社、2015年3月。 ISBN 978-4-40-853664-4 / 実業之日本社文庫、2018年。 ISBN 978-4408554020）
  - 収録作品：モッコウバラのワンピース / からたち香る / 菜の花の家 / ハクモクレンが砕けるとき / 桜の下で待っている
- 『やがて海へと届く』（講談社、2016年2月。 ISBN 978-4-06-219925-4 / 講談社文庫、2019年。ISBN 978-4-06-514528-9）
- 『朝が来るまでそばにいる』（新潮社、2016年9月。 ISBN 978-4-10-331963-4 / 新潮文庫、2019年。 ISBN 978-4101200538）
- 『眠れない夜は体を脱いで』（徳間書店、2017年2月。 ISBN 978-4-19-864345-4 / 中央公論新社〈中公文庫〉、2020年。 ISBN 978-4122069718）
- 『くちなし』（文藝春秋、2017年10月。 ISBN 978-4-16-390739-0 / 文春文庫、2020年。 ISBN 978-4167914714）
  - 収録作品：くちなし / 花虫 / 愛のスカート / けだものたち / 薄布 / 茄子とゴーヤ / 山の同窓会
- 『不在』（KADOKAWA、2018年6月。 ISBN 978-4-041-04910-5 / 角川文庫、2021年。 ISBN 978-4041112298 ）
- 『珠玉』（双葉社、2018年12月。ISBN 978-4-575-24140-2 / 双葉文庫、2022年。ISBN　978-4-575-52617-2）
- 『森があふれる』（河出書房新社、2019年8月。ISBN 978-4-309-02816-3 / 河出文庫、2024年。ISBN　978-4-309-42108-7）[7]
- 『さいはての家』（集英社、2020年1月。ISBN 978-4-087-71691-7 / 集英社文庫、2023年。ISBN　978-4-08-744475-9）
  - 収録作品：はねつき / ゆすらうめ / ひかり / ままごと / かざあな
- 『まだ温かい鍋を抱いておやすみ』（祥伝社、2020年5月。ISBN 978-4-396-63585-5 / 祥伝社文庫、2023年。ISBN　978-4-396-35013-0）
- 『草原のサーカス』（新潮社、2021年2月。ISBN 978-4-103-31964-1 / 新潮文庫、2023年。ISBN　978-4-10-120054-5）
- 『川のほとりで羽化するぼくら』（KADOKAWA、2021年8月。ISBN 978-4041115473 )
- 『新しい星』（文藝春秋、2021年11月。ISBN 978-4163914688）
- 『かんむり』（幻冬舎、2022年9月。ISBN　978-4-344-04017-5）
- 『花に埋もれる』（新潮社、2023年3月。ISBN　978-4-10-331965-8）
- 『なんどでも生まれる』（ポプラ社、2024年5月。ISBN　978-4-591-18180-5）

### ノンフィクション
- 『暗い夜、星を数えて：3・11被災鉄道からの脱出』（新潮社、2012年2月。ISBN 978-4-10-331961-0 / 新潮文庫、2019年。ISBN 978-4-10-120052-1）

### アンソロジー
「」内が彩瀬まるの作品
- 愛ノリズム 私の恋愛短編集13（新風舎、2007年5月。 ISBN 978-4-28-902025-6）「サマーノスタルジア」
- 文芸あねもね（新潮文庫、2012年3月。 ISBN 978-4-10-136062-1、2013年3月 FeBe オーディオブック配信）「二十三センチの祝福」
- あのころの、（実業之日本社文庫、2012年4月。ISBN 978-4-40-855072-5）「傘下の花」
- 運命の人はどこですか?（祥伝社文庫、2013年4月。ISBN 978-4-39-633832-9）「かなしい食べもの」
- 明日町こんぺいとう商店街：招きうさぎと七軒の物語（ポプラ社、2013年12月。 ISBN 978-4-59-113710-9）「伊藤米店」
- きみのために棘を生やすの（河出書房新社、2014年6月。ISBN 978-4-30-902296-3）「かわいいごっこ」
  - あなたを奪うの。：偏愛小説集（改題して文庫化）（河出文庫、2017年。ISBN　978-4-309-41515-4）
- 文学2015（講談社、2015年4月。ISBN 978-4-06-219447-1）「大自然」
- きみは嘘つき（角川春樹事務所〈ハルキ文庫〉、2017年8月。ISBN　978-4-7584-4109-4）「花が咲くまで待って」
- 鍵のかかった部屋：5つの密室（新潮文庫nex、2018年8月。ISBN 978-4-10-180136-0）「神秘の彼女」
- ここから先はどうするの：禁断のエロス（新潮文庫、2019年1月。ISBN　978-4-10-139145-8）
- 妖し（文春文庫、2019年12月。ISBN　978-4-16-791410-3）「マイ、マイマイ」
- 僕たちの月曜日（角川文庫、2023年1月。ISBN　978-4-04-113219-7）「わたれない」

### 単行本未収録作品
- 花に眩む 『小説新潮』2010年6月号
- 祝祭 『別冊文藝春秋』2017年5月号
- ひかり 『小説すばる』2018年6月号
- サーカスの日 『小説新潮』2019年1月号 - 6月号 連載
- ままごと『小説すばる』2019年8月号
- 新しい星 『別冊文藝春秋』2019年9月号
- かざあな 『小説すばる』2019年11月号
- 海のかけら 『別冊文藝春秋』2020年1月号
- 蝶々ふわり 『別冊文藝春秋』2020年5月号
- 温まるロボット 『別冊文藝春秋』2020年9月号
- 道の花 『紙魚の手帖』vol.18 AUGUST 2024
- 青嵐 『紙魚の手帖』vol.22 APRIL 2025

## 映像化作品
映画
- 『やがて海へと届く』（2022年、監督：中川龍太郎、主演：岸井ゆきの）